# Bogdan Kułakowski
Bogdan Krzysztof Kułakowski (ur. 5 czerwca 1957 w Słupsku) – polski pianista, profesor sztuk muzycznych.

## Życiorys
Edukację muzyczną rozpoczął w wieku 7 lat. Ukończył z wyróżnieniem Państwową Szkołę Muzyczną I i II stopnia w Słupsku, w 1982 także z wyróżnieniem ukończył studia instrumentalistyki w Akademii Muzycznej im. Stanisława Moniuszki w Gdańsku. Po studiach podjął pracę w macierzystej uczelni. Pracuje w Katedrze Fortepianu na Wydziale Instrumentalnym. Od 2001 był wykładowcą Pomorskiej Akademii Pedagogicznej w Słupsku, a od 2004 dyrektorem Państwowej Szkoły Muzycznej I i II stopnia w Słupsku. W latach 2005–2012 był rektorem Akademii Muzycznej im. Stanisława Moniuszki w Gdańsku. W 2010 uzyskał tytuł profesora sztuk muzycznych. Od 1 września 2021 do 31 sierpnia 2022 był dyrektorem Polskiej Filharmonii Sinfonia Baltica im. Wojciecha Kilara w Słupsku.
Współpracuje m.in. z Kwintetem Bałtyckim i Natalią Stolarską, a także ze skrzypkiem Konstantym Andrzejem Kulką. Nagrywał dla Polskiego Radia Gdańsk i Telewizji Gdańsk. Występował m.in. z orkiestrami symfonicznymi Słupska, Gdańska, Zielonej Góry. Odbył kilka tras koncertowych m.in. po Japonii, Stanach Zjednoczonych. Występował w Szwecji, Norwegii, Niemczech, Włoszech, Anglii.
Ojciec Macieja, wiolonczelisty.

## Nagrody i wyróżnienia
- laureat konkursów Towarzystwa im. Fryderyka Chopina na stypendia artystyczne (1979, 1980)[7]
- laureat „Estrady Młodych” w ramach Festiwalu Pianistyki Polskiej w Słupsku (1982)[7]
- Nagroda Prezydenta Miasta Gdańska w Dziedzinie Kultury z okazji jubileuszu 60-lecia Akademii Muzycznej im. Stanisława Moniuszki (2007)[8]
- Nagroda Prezydenta Miasta Gdańska w Dziedzinie Kultury za dotychczasową aktywność artystyczną i uczestnictwo w życiu muzycznym Gdańska (2010)[8]
- Brązowy Medal „Zasłużony Kulturze Gloria Artis” (11 czerwca 2014)[9]